# Supercoppa italiana 2010 (beach soccer)
La Supercoppa italiana 2010 si è disputata il 12 agosto 2010 a Ostia. È stata la settima edizione di questo trofeo ed è stato vinto dal Milano BS per la prima volta.

## Partecipanti
| Squadre | Qualificazione                    |
| ------- | --------------------------------- |
| Napoli  | Vincitore della Serie A 2009      |
| Milano  | Vincitore della Coppa Italia 2009 |

## Tabellino
| Arbitro: | Anania e Polito (Paola e Aprilia) |

|                                                                                            |            |                                                                         |
| Maradona Jr. 2pt’ Di Maio 1st’                                                             | Marcatori  | 2pt’ Alan 5pt’ Benjamin 8pt’ Ahmed 10pt’ Casarsa 8tt’ Bruno             |
| Salgueiro, Galvan Di Maio Franceschini Esposito Palma Hilaire D'Auria Maradona Jr. Capuano | Formazioni | Rasulo Casarsa Bruno Nico Ahmed Ghilardi Zanini Benjamin Alan Fumagalli |
| Amorosetti                                                                                 | Allenatori | Panizza                                                                 |